# Glicerio Landriani
Glicerio Landriani, Sch. P. (1. března 1558 Milán – 15. února 1618 Řím) byl italský římskokatolický duchovní a řeholník Řádu zbožných škol.

## Život
Narodil se 1. března 1558 v Miláně. Jeho matka Anna Visconti byla příbuzná svatého Karla Boromejského. V deseti letech přišel o otce a výchovu přebral jeho strýc z otcovi strany biskup Vigevana a apoštolský nuncius Orazio Marsiglio. Jeho strýc ho vedl ke kněžské službě. Studoval teologii v Bologni. Kvůli finanční podpoře na studiích mu jeho strýc udělil hodnost představeného kláštera svatého Antonína v Piacenze. V tomto období bylo běžné udělovat hodnosti i v nízkém věku.
Roku 1607 odešel za svým bratrem Fabriziem do Říma. Jeho bratr Fabrizio byl také knězem v hodnosti monsignora. Brzy ho jeho titul opata začal tížit, proto odešel do ústraní. Připojil se ke skupině španělských kněží, kteří se věnovali konání dobra, zejména mezi kajícnými prostitutkami a pomoci mladým ženám v nouzi.
Roku 1597 byla díky Josefu Kalasanského otevřena v římské čtvrti Trastevere první bezplatná škola. Budoucí světec Josef si vyvolil vzdělávání za svůj apoštolát. Není známo, jak se Glicerio dostal do kontaktu s Josefem, ale zdá se, že v květnu 1612 spolu s pěti kněžími vstoupili do jeho ústavu Zbožných škol. Po vstupu do tohoto institutu vyučoval náboženství jednoduchým způsobem. Při založení nové školy u kostela San Pantaleo se velmi zadlužil, čímž spotřeboval několik let svého opatského příjmu. Díky Josefu Kalasanskému rozšířil výuku katechismu i za hranice škol. V římských farnostech byl vnímán jako neúnavný učitel.
Dne 6. března 1617 papež Pavel V. prohlásil institut zbožných škol řeholní kongregací chudobných řeholních kleriků Matky Boží zbožných škol. Glicerio však nebyl mezi prvními řeholníky, kteří se složili své řeholní sliby. Předpokládá se, že titul opata, kterého se nevzdal spolu s vysokým příjmem, byl v rozporu se slibem chudoby požadovaným od nové kongregace. Po několika měsících mu bylo dovoleno vstoupit do kongregace a zahájit noviciát.
Dne 20. září 1617 se objevily příznaky vážné nemoci. Dne 15. února 1618 složil řeholní sliby a kolem 10. hodiny večer zemřel.

## Proces svatořečení
Jeho proces svatořečení byl zahájen roku 1620 na podnět svatého Josefa Kalasanského. Dne 31. května 1931 uznal papež Pius XI. jeho hrdinské ctnosti.